# بریژیت کتیون
بریژیت کَتیون (فرانسوی: Brigitte Catillon‎؛ زادهٔ ۲۰ ژوئیهٔ ۱۹۵۱) هنرپیشه، و فیلم‌نامه‌نویس اهل فرانسه است. وی از سال ۱۹۷۷ میلادی تاکنون مشغول فعالیت بوده‌است.
از فیلم‌ها یا برنامه‌های تلویزیونی که وی در آنها نقش داشته‌است می‌توان به به هیچ‌کس نگو، بابت شکلات متشکرم، کتاب‌خوان، قاضی، من، خودم و مامان، داستان ماری، به گذشته نگاه نکن  اشاره کرد.